# Шатохин, Анатолий Васильевич (генерал)
Анатолий Васильевич Шатохин (род. 22 августа 1951 года в Орджоникидзе) — генерал-лейтенант ВС СССР и ВС РФ, начальник Саратовского высшего военного инженерного училища химической защиты в 1996—1999 годах; кандидат технических наук.

## Биография
Родился 23 августа 1951 года в Орджоникидзе. Окончил в 1969 году среднюю школу, поступил в Костромское высшее военное командное училище химической защиты, которое окончил в 1972 году с присвоением звания лейтенанта. В 1972—1980 годах — командир взвода, роты и начальника штаба батальона в 3-й бригаде химической защиты. В 1980 году поступил в Военную академию химической защиты имени Тимошенко, командный факультет которой окончил в 1984 году. Позже был назначен командиром 20-го отдельного батальона дегазации в ГСВГ, а с ноября 1985 года — командир 20-го отдельного огнемётного батальона.
В 1987 году Шатохин вернулся из Германии и был назначен командиром 23-го полка засечки и разведки в Белорусском военном округе. С 11 сентября 1989 по 6 июня 1996 года пребывал на посту начальника 282-го Трансильванского учебного центра химических войск в Московской области. В апреле 1996 года приказом Министра обороны Российской Федерации был назначен начальником Саратовского высшего военного инженерного училища химической защиты, 22 февраля 1997 года произведён в генерал-майоры. За время работы на посту начальника училища руководил рядом научно-исследовательских работ и возглавлял курсы кандидатов в международные инспекторы ОЗХО, включил в штат училища кафедру экологической безопасности и учебную лабораторию экологии. Избирался заместителем председателя Совета ректоров вузов Саратовской области. В 1998 году защитил диссертацию на соискание учёной степени кандидата технических наук.
Постановлением Правительства РФ 29 августа 1998 года и приказом Министерства обороны от 16 сентября того же года училище было преобразовано в Саратовский военный институт радиационной, химической и биологической защиты. В июне 1999 года генерал-майор Шатохин был переназначен начальником нового учреждения; в том же году институт попал в список пяти лучших вузов Министерства обороны РФ (согласно заключению комиссии под руководством начальника Управления военного образования). В октябре 1999 года Шатохин был назначен на должность заместителя начальника Военного университета РХБ защиты и уехал в Москву.
2 февраля 2004 года Шатохин был назначен заместителем начальника войск РХБ защиты Министерства обороны Российской Федерации, 22 февраля 2005 года был произведён в генерал-лейтенанты. В запас уволен 9 октября 2006 года, занял должность советника в Федеральном управлении по безопасному хранению и уничтожению химического оружия.

## Награды
- Орден «За военные заслуги» (1996)[2]
- Медаль «За воинскую доблесть» I степени (2000)[2]
- Медаль «За отличие в воинской службе» II степени[2]
- Медаль «За усердие при выполнении задач РХБЗ» (2018)[2]
- Медаль «60 лет Вооружённых Сил СССР»[1]
- Медаль «70 лет Вооружённых Сил СССР»[1]
- Медаль «За безупречную службу» I, II и III степеней[1]
- другие медали[2], в том числе награда из ГДР[1]